# Шуметлица (Церник)
Шуметлица је насељено место у саставу општине Церник, у Бродско-посавској жупанији, Република Хрватска.

## Географија
Шуметлица се налази четири километра северно од Церника, на јужним падинама Псуња. Суседна села су Баћин Дол и Опатовац на истоку, и Гилетинци на западу.

## Историја
Насеље је 1885. године било у саставу Пакрачког изборног среза са пописаних 792 православаца.
Властелинство Церник је имало договор са Шуметличанима да могу изградити жељезничке шине кроз само село и поред православне цркве, али под условом да на православне празнике не превозе вагоне. Како тај договор власти касније нису поштовале, на трећи дан православног Божића, пред вагоне је изашао Србин Дане Милићевић, па је наперио пиштољ у прса вођи вагона Јови Филиповићу, запријетивши му убиством што на српски православни празник превози вагоне. Сељаци су спријечили већи сукоб.
Село је страдало у Другом светском рату, а црква Свете Петке уништена.
До територијалне реорганизације у Хрватској налазила се у саставу старе општине Нова Градишка.

## Становништво
На попису становништва 2011. године, Шуметлица је имала 223 становника.

## Попис 1991.
На попису становништва 1991. године, насељено место Шуметлица је имало 332 становника, следећег националног састава:
| Попис 1991.‍  | Попис 1991.‍  | Попис 1991.‍ | Попис 1991.‍ | Попис 1991.‍ |
| ------------ | ------------ | ----------- | ----------- | ----------- |
|              |              |             |             |             |
| Срби         | Срби         |             | 240         | 72,28%      |
| Хрвати       | Хрвати       |             | 47          | 14,15%      |
| Југословени  | Југословени  |             | 34          | 10,24%      |
| Италијани    | Италијани    |             | 1           | 0,30%       |
| Муслимани    | Муслимани    |             | 1           | 0,30%       |
| остали       | остали       |             | 1           | 0,30%       |
| неопредељени | неопредељени |             | 6           | 1,80%       |
| непознато    | непознато    |             | 2           | 0,60%       |
| укупно: 332  |              |             |             |             |